# Stubica (Paraćin)
Stubica (en serbe cyrillique : Стубица) est une localité de Serbie située dans la municipalité de Paraćin, district de Pomoravlje. Au recensement de 2011, elle comptait 1 596 habitants.
Stubica, officiellement classée parmi les villages de Serbie, est mentionnée pour la première fois en 1376.

## Démographie

### Évolution historique de la population
| 1948  | 1953  | 1961  | 1971  | 1981  | 1991  | 2002  | 2011  |
| ----- | ----- | ----- | ----- | ----- | ----- | ----- | ----- |
| 2 065 | 2 165 | 2 230 | 2 237 | 2 133 | 2 070 | 1 784 | 1 596 |

|  |